# Ционизъм
Ционизмът (на иврит: צִיּוֹנוּת, МФА: t͡sijo̞ˈnut, от Цион) е национално движение на евреите, обявяващо се за възстановяване на еврейската държавност на територията на древния Ерец Израел (приблизително съответстващ на Ханаан, Светите земи или Палестина).
Съвременният ционизъм възниква в края на XIX век в Централна и Източна Европа като движение за национално възраждане и като реакция на антисемитските и изключващо националистически движения в Европа. Малко по-късно повечето водачи на движението приемат за негова основна цел създаването на държава в Палестина, която по това време е част от Османска империя.